# Vanilla angustipetala
Vanilla angustipetala é uma espécie de orquídea de hábito escandente e crescimento reptante que existe em São Paulo e no Paraná, região sudeste do Brasil. São plantas clorofiladas de raízes aéreas; sementes crustosas, sem asas; e inflorescências de flores de cores pálidas que nascem em sucessão, de racemos laterais.
Esta espécie pode ser reconhecida entre as Vanilla por apresentar caules comparativamente delgados, labelo claramente trilobado medindo cerca de 3 de comprimento, com três linhas destacadas no centro, de extremidade obtusa; folhas levemente membranáceas e reticuladas, ovaladas; e flores brotando em racemos nas axilas das folhas, comparativamente menores, porém bem abertas; ovário mais ou menos roliço; e por seu hábito terrestre porém subindo nas árvores apoiada por suas raízes aéreas.